# Kurt Backes
Kurt Backes (ur. 13 maja 1983) – amerykański zapaśnik walczący w stylu wolnym. Piąty w drużynie w Pucharze Świata w 2008 roku.
Zawodnik Blair Academy z Blairstown i Iowa State University. Dwa razy All-American (2004 i 2007) w NCAA Division I, drugi w 2007 roku.
Wygrał Big 12 Conference w 2005 i 2006 roku.